# Traslaviña
Traslaviña es una entidad de población española del municipio de Arcentales, perteneciente a la provincia de Vizcaya, en la comunidad autónoma del País Vasco.

## Historia
Hacia mediados del siglo XIX, el lugar, ya por entonces perteneciente al ayuntamiento de Arcentales, tenía contabilizada una población de 360 habitantes. Aparece descrito en el decimoquinto volumen del Diccionario geográfico-estadístico-histórico de España y sus posesiones de Ultramar de Pascual Madoz con las siguientes palabras:

TRASLAVIÑA: l. del valle de Arcentales en la prov. de Vizcaya, part. jud. de Valmaseda. Está sit. en una hondonada circuida de altas montañas: tiene 74 casas, esparcidas en cas.; una parr. (Sta. Maria), fundada hácia el año 1500 en el cueto de Candanosa, de donde fue trasladada el siglo pasado al parage que ocupa actualmente, y es la banda izq. del riach. que desciende del monte Colisa: la igl. es de una nave de 85 pies de long. con 30 de lat., y tiene para su servicio 2 beneficiados, que forman cabildo con los de San Miguel de Linares, su matriz. Hay una ermita dedicada á San Pedro y 2 molinos harineros. pobl.: 74 vec., 360 almas.
(Madoz, 1849, p. 132)

En 2022, la entidad singular de población tenía empadronados 293 habitantes y el núcleo de población, 128.

## Patrimonio
Hay en el lugar una iglesia de Santa María y una torre del siglo XVI.